# تنحماد
تنحماد أو تن حمادي، هي قرية وبلدية ريفية تقع جنوب موريتانيا، بلغ عدد سكان البلدية 2,264 عام 2000. هي عاصمة بلدية تنحمّاد، التابعة لمقاطعة العيون، وتعتمد هذه المدينة على التجارة، والزراعة، والرعي. تقع مدينة تنحمّاد على بعد 20 كم إلى الجنوب الغربي من مدينة العيون عاصمة ولاية الحوض الغربي، وتمتاز بمناظرها الطبيعية الخلابة، مما جعلها قبلة للفارين من ضوضاء المدينة للمبيت فيها.
ومن المدن القريبة منها مدينة اكني «أهل احمد الزين» وهي أكبر مدن البلدية، ومدينة باكزاز ويقطنها آل التحميد، وبها تامورة باكزازه وهي ملك لمسمى تنواجيو، ومن المناطق القريبة منها قرية دمشق، وقرية وحاس الأمن، وقرية بدر، وبعض القري الصغيرة.